# Japanagromyza meridiana
Japanagromyza meridiana är en tvåvingeart som beskrevs av Spencer 1961. Japanagromyza meridiana ingår i släktet Japanagromyza och familjen minerarflugor. Inga underarter finns listade i Catalogue of Life.